# Asynchronous Reliable Delivery Protocol
Das ARDP-Protokoll (Asynchronous Reliable Delivery Protocol) ist ein Kommunikations-Protokoll, das für den Prospero-Service entwickelt wurde. Es wird allerdings auch für Services wie NetCheque, NetCash oder PPV genutzt. Eine Zeit lang wurde diskutiert, ARDP als Alternative zu TCP einzusetzen. Es arbeitet einen Layer über UDP.
ARDP wurde als Frage-Antwort-Protokoll entwickelt, bei dem im Normalfall der Client eine Anfrage mit so wenig Paketen wie möglich stellt und der Server dann eine Antwort schickt. Der Server darf Anfragen in eine Warteschlange stecken und die Antwort verschicken, wenn die Daten verfügbar sind. In der Zwischenzeit kann er weitere Anfragen entgegennehmen und beantworten. ARDP wurde so konzipiert, dass der Overhead, der durch die Sicherstellung der Datenintegrität entsteht (vergleiche TCP), so klein wie möglich ist. ARDP ist also entwickelt worden, um Daten-Integrität ohne den Verbindungs-Auf- und -Abbau-Overhead von TCP sicherzustellen. Solange keine spezielle Behandlung nötig ist, ist der Header klein gehalten, und solange keine Daten verlorengehen, werden keine weiteren Pakete verschickt.